# Folyami szitakötők
A folyami szitakötők vagy csermelyszitakötők (Gomphidae) a rovarok (Insecta) osztályában a szitakötők (Odonata) rendjének egyik családja.

## Megjelenésük, felépítésük
Sárga vagy zöld alapon fekete mintásak. Szemeik nem érnek össze, potrohuk vége kiszélesedik.

## Életmódjuk, élőhelyük
A többi szitakötőtől eltérően lárváik nem növényekre mászva, hanem a patakparti köveken kelnek ki.
Az imágók erdei tisztásokon élnek, és ott a növényeken ülve várnak prédájuk feltűnésére.

## Rendszerezésük
A családba az alábbi alcsaládok, nemzetségek és nemek tartoznak:
- Gomphinae alcsalád
  - Gomphini nemzetség
    - Agriogomphus
    - Anisogomphus
    - Anormogomphus
    - Antipodogomphus
    - Archaeogomphus
    - Arigomphus
    - Armagomphus
    - Asiagomphus
    - Austrogomphus
    - Brasiliogomphus
    - Burmagomphus
    - Ceratogomphus
    - Cornigomphus
    - Crenigomphus
    - Cyanogomphus
    - Cyclogomphus
    - Dromogomphus
    - Dubitogomphus
    - Ebegomphus
    - Eogomphus
    - Epigomphus
    - Erpetogomphus
    - Gastrogomphus
    - Gomphus
    - Heliogomphus
    - Isomma
    - Labrogomphus
    - Leptogomphus
    - Lestinogomphus
    - Macrogomphus
    - Malgassogomphus
    - Merogomphus
    - Microgomphus
    - Nepogomphoides
    - Neurogomphus
    - Notogomphus
    - Odontogomphus
    - Peruviogomphus
    - Phaenandrogomphus
    - Phyllogomphus
    - Platygomphus
    - Praeviogomphus
    - Shaogomphus
    - Stylurus
    - Tibiagomphus
    - Tragogomphus

  - Octogomphini nemzetség
    - Anomalophlebia
    - Davidius
    - Fukienogomphus
    - Hemigomphus
    - Lanthus
    - Neogomphus
    - Octogomphus
    - Sinogomphus
    - Stylogomphus
    - Trigomphus

- Gomphoidinae alcsalád
  - Aphylla
  - Cacoides
  - Desmogomphus
  - Diaphlebia
  - Gomphoides
  - Idiogomphoides
  - Melanocacus
  - Mitragomphus
  - Perigomphus
  - Phyllocycla
  - Phyllogomphoides
  - Progomphus
  - Zonophora

- Hageniinae alcsalád
  - Hagenius
  - Sieboldius

- Lindeniinae alcsalád
  - Cinitogomphus
  - Diastatomma
  - Gomphidia
  - Gomphidictinus
  - Ictinogomphus
  - Lindenia
  - Sinictinogomphus

- Onychogomphinae alcsalád
  - Acrogomphus
  - Amphigomphus
  - Davidioides
  - Lamelligomphus
  - Megalogomphus
  - Melligomphus
  - Nepogomphus
  - Nihonogomphus
  - Nychogomphus
  - Onychogomphus
  - Ophiogomphus
  - Orientogomphus
  - Paragomphus
  - Perissogomphus
  - Scalmogomphus